# Юрьево (Дмитровогорское сельское поселение, Конаковский район)
Юрьево — деревня в Конаковском районе Тверской области. Входит в состав Дмитровогорского сельского поселения.

## География
Находится в юго-восточной части Тверской области на расстоянии приблизительно 10 км на восток-северо-восток по прямой от районного центра города Конаково.

## История
Известна с 1628 года как пустошь, принадлежавшая боярину и князю Дмитрию Черкасскому. В 1859 году здесь (деревня Корчевского уезда Тверской губернии) было учтено 46 дворов.

## Население
Численность населения: 356 человек (1859 год), 18 (русские 94 %) в 2002 году, 21 в 2010.